# Phreatichthys andruzzii
Phreatichthys andruzzii é uma espécie de peixe actinopterígeo da família Cyprinidae.
Apenas pode ser encontrada na Somália.